# Hyophila punctulata
Hyophila punctulata är en bladmossart som beskrevs av Kindberg 1889. Hyophila punctulata ingår i släktet Hyophila och familjen Pottiaceae. Inga underarter finns listade i Catalogue of Life.